# Yātarī-ye ‘Olyā
Yātarī-ye ‘Olyā (persiska: ياتری بالا, Yāterī-ye Bālā, Yātarīābād-e ‘Olyā, یاتری آباد علیا, یاتری علیا) är en ort i Iran.   Den ligger i provinsen Semnan, i den centrala delen av landet, 110 km sydost om huvudstaden Teheran. Yātarī-ye ‘Olyā ligger 887 meter över havet och antalet invånare är 708.
Terrängen runt Yātarī-ye ‘Olyā är platt söderut, men norrut är den kuperad. Runt Yātarī-ye ‘Olyā är det glesbefolkat, med 9 invånare per kvadratkilometer. Trakten runt Yātarī-ye ‘Olyā består till största delen av jordbruksmark.